# Platythelys querceticola
Platythelys querceticola är en orkidéart som först beskrevs av John Lindley, och fick sitt nu gällande namn av Leslie Andrew Garay. Platythelys querceticola ingår i släktet Platythelys och familjen orkidéer. Inga underarter finns listade i Catalogue of Life.